# Petróleos Mexicanos
Petróleos Mexicanos (PEMEX) es una empresa estatal productora, transportista, refinadora y comercializadora de petróleo y gas natural mexicana. Cuenta con un régimen individual constitucional denominado empresa productiva del estado para la explotación de los recursos energéticos en territorio mexicano, aunque también cuenta con diversas operaciones en el extranjero, principalmente de comercialización, operaciones financieras y servicios petroleros periféricos.
Fue creada por el presidente Lázaro Cárdenas el 7 de junio del año 1938 como resultado de la Expropiación Petrolera. La empresa actúa bajo la dirección de un consejo de administración, cuyo presidente es el secretario de Energía en turno. El director general de PEMEX es designado y removido libremente por el presidente de la República. El actual director general es Víctor Rodríguez Padilla. Sus sedes centrales se encuentran en la alcaldía Miguel Hidalgo de la Ciudad de México, y la Ciudad del Carmen, Campeche, México.
PEMEX está entre uno de los principales emisores de dióxido de carbono a nivel global, según un estudio de InfluenceMap.

## Logotipos

Logo utilizado entre 1988 y 2019.[11] Tiene en su diseño un águila real mexicana delante de una gota roja.
Logo oficial usado desde 2019.[12] Tiene en su diseño un águila real mexicana delante de una gota roja con el nombre de Pemex y el lema «Por el rescate de la soberanía».

## Historia
PEMEX es además la compañía estatal encargada de administrar la exploración, producción, transporte, almacenamiento, refinación, transformación y venta del petróleo. Es la empresa más grande de México[cita requerida]. Fue la mayor compañía latinoamericana hasta mediados del 2009[cita requerida]. Pemex tiene ventas superiores a los 106 000 millones USD al año[cita requerida].
El 7 de junio de 1938, mediante Decreto del Congreso de la Unión impulsado por Lázaro Cárdenas del Río, presidente de México en ese momento, se creó Petróleos Mexicanos y comenzó a operar a partir del 20 de julio del mismo año, para ser la única compañía que pudiera explotar y administrar los yacimientos de petróleo encontrados en el territorio mexicano. Pemex ocupó algunas de las instalaciones de las compañías expropiadas (principalmente estadounidenses y anglo-holandesas).
Las actividades de Petróleos Mexicanos y de los organismos subsidiarios estaban reguladas principalmente por el artículo 27 constitucional, así como por la Ley Reglamentaria del Artículo 27 Constitucional en el Ramo del Petróleo, publicada el 18 de junio de 1941, a los seis meses de iniciado el período del presidente Manuel Ávila Camacho y la Ley de Petróleos Mexicanos.
En los primeros años, hubo algunos conflictos entre los trabajadores y Pemex; existía el riesgo de huelga y había desacuerdos en cuanto a los derechos de los trabajadores[cita requerida].
No obstante, en 1942 se firmó el primer Contrato Colectivo de Trabajo en donde se establecen las cláusulas que regulan las condiciones laborales, administrativas y los acuerdos a los que llegan los sindicatos y PEMEX. Se consideró que este contrato tenía cláusulas avanzadas porque contemplaba dar a los trabajadores el derecho a los servicios médicos, prestaciones en caso de enfermedades, accidentes o muerte y jubilación[cita requerida].
El 29 de noviembre de 1958, a un día de terminar el período del presidente Adolfo Ruiz Cortines, se publicó una nueva Ley Reglamentaria del Artículo 27 Constitucional en el Ramo del Petróleo, que derogó la del 18 de junio de 1941.
El 6 de febrero de 1971, se promulgó la Ley Orgánica de Petróleos Mexicanos, en dicho ordenamiento, compuesto por 17 artículos, define a la empresa como un "organismo público descentralizado del gobierno federal, cuyo objeto sería la exploración, explotación, refinación, transporte, almacenamiento, distribución y las ventas de primera mano del petróleo, del gas artificial; de los derivados del petróleo, así como de las materias primas industriales básicas. La empresa se organizaría a través de un Consejo de Administración compuesta por once miembros, seis de ellos designados por el presidente y los otros cinco, por el Sindicato Petrolero. Del mismo modo, se estableció que en ningún caso, se concedería regalías, porcentajes o participaciones en el petróleo, gas natural o de sus derivados.
El 16 de julio de 1992, se publicó la Ley Orgánica de Petróleos mexicanos y Organismos Subsidiarios, compuesta por quince artículos, la cual abrogó a la ley de 1971[cita requerida]. En dicho ordenamiento legal se crean cuatro organismos descentralizados de carácter técnico, industrial y comercial, con personalidad jurídica y patrimonio propio; dichos organismos serían:
- Pemex-Exploración y Producción.
- Pemex-Refinación.
- Pemex-Gas y Petroquímica Básica.
- Pemex-Petroquímica.

Cada uno de dichos organismos, podía celebrar con personas físicas o morales, toda clase de actos, convenios y contratos, así como suscribir títulos de crédito. Dicha ley, también señala que las actividades no reservadas en forma exclusiva a la nación, podían llevarse a cabo por medio de empresas subsidiarias o filiales, cuya constitución o establecimiento debería estar sometido por el Consejo de Administración. Creándose también con dicha ley, el "órgano de vigilancia", el cual estaría integrado por un Comisario Público designado por la entonces Controlaría General de la Federación. Esta ley fue reformada el 22 de diciembre de 1993, facultándose a Pemex a celebrar actos jurídicos de carácter internacional para convenir la aplicación de derecho extranjero, la jurisdicción de tribunales extranjeros en asuntos mercantiles y celebrar acuerdos arbitrales cuando así lo conviniera.
El 28 de noviembre de 2008, se publicó la Ley de Petróleos Mexicanos, la cual define a Pemex como un organismo descentralizado con fines productivos, personalidad jurídica y patrimonio propio, el cual tenía como objetivo la exploración, explotación y demás actividades. Pudiendo ésta crear a sus propios organismos subsidiarios, facultadas todas ellas para poder realizar las operaciones realizadas directa o indirectamente con su objeto. Del mismo modo, se reformó el Consejo de Administración, agregando a su composición, a cuatro "consejeros profesionales", designados éstos por la Cámara de Senadores. Igualmente, este Consejo, se conformaría por siete comités:
- Auditoría y Evaluación del Desempeño.
- Estrategia e Inversiones.
- Remuneraciones.
- Adquisiciones, Arrendamientos, Obras y Servicios.
- Medio Ambiente y Desarrollo Sustentable.
- Transparencia y Rendición de Cuentas.
- Desarrollo e Investigación Tecnológica.

La nueva ley, reguló la deuda de Pemex, bonos ciudadanos, presupuesto, el procedimiento de adquisiciones, arrendamientos, servicios y obras públicas, modalidades en la contratación.
La Reforma Energética de 2013 modificó la naturaleza de Pemex y la transformó en Empresa Productiva del Estado[cita requerida]. Como parte de la privatización de la industria petrolera nacional[cita requerida], se creó una nueva Ley de Petróleos Mexicanos donde se busca neutralizar las ventajas monopólicas que gozaba la empresa para competir en igualdad de condiciones con las empresas privadas en toda la cadena productiva. La inversión en Pemex ha disminuido drásticamente, acelerado este fenómeno por la caída abrupta de los precios del petróleo en 2014 y 2015. Se crearon nuevas subsidiarias y filiales.
En 2016, como parte del Caso Odebrecht, fue hecha pública una investigación por parte del Departamento de Justicia de los Estados Unidos que presuntamente involucraría el otorgamiento de sobornos de la empresa brasileña Odebrecht hacia funcionarios de esta paraestatal entre 2010 y 2014. Como ha ocurrido en otros países de América Latina, directivos de Odebrecht declararon que presuntamente dieron 10,5 millones de dólares a altos funcionarios de Pemex para obtener licitaciones de obras como ductos y refinerías. Por esa razón, desde 2017, una investigación de la Procuraduría General de la República se encuentra en curso.

### Consecuencias de la Reforma Energética
El 20 de diciembre del 2013 se publicó en el Diario Oficial de la Federación, el Decreto que reforma y adiciona diversas disposiciones de la Constitución Política de los Estados Unidos Mexicanos, en materia de energía. (Llamada también reforma energética).
De acuerdo con el Informe del Auditor Independiente Castillo Miranda y Compañía S.C., se prevé que los cambios aprobados, afectaran a la estructura actual de Pemex y organismos subsidiarios, así como la creación de un organismo público descentralizado, denominado Centro Nacional de Control de Gas natural, que será el encargado de operar el sistema nacional de ductos de transporte y almacenamiento de gas natural, por lo que Petróleos Mexicanos transferirá los recursos necesarios para que dicho Centro adquiera y administre dicha infraestructura.
Entre los cambios efectuados figuran:
- Propiedad de los Hidrocarburos. Los hidrocarburos sólidos, líquidos y gaseosos situados en el subsuelo mexicano, siguen siendo propiedad de la Nación.
- Participación del Sector Privado. El gobierno federal llevará a cabo la exploración y extracción de hidrocarburos, a través de asignaciones a empresas productivas del Estado o mediante convenios con dichas empresas productivas del Estado o con empresas del sector privado.
- Empresa Productiva del Estado. Se prevé hasta diciembre de 2015, que Pemex deje de ser un organismo público descentralizado, para convertirse a una "Empresa Productiva del Estado".
- Ronda Cero. Pemex deberá someter a la consideración de la Secretaría de Energía, la adjudicación de las áreas de exploración y los campos que estén en producción, que estén en capacidad de operar, a través de asignaciones. Las áreas que no sean adjudicadas a Pemex, estarán sujetas a procesos de licitaciones públicas, donde participarán las empresas del sector privado.
- Registro de reservas. Las empresas productivas del Estado y las empresas privadas, les estará permitido reportar, para efectos contables y financieros, las asignaciones o contratos, así como los correspondientes beneficios esperados de su desarrollo.
- Sistema de Ductos. Se creará el centro Nacional de Control de Gas natural, un organismo público descentralizado del gobierno federal, que serpa el encargado de la operación del sistema de ductos de transporte y almacenamiento. Pemex transferirá los recursos necesarios para ello.
- Fiscalización. La Secretaría de Energía, la Comisión Nacional de Hidrocarburos y la Comisión Reguladora de Energía, tendrá la supervisión técnica y administrativa sobre las operaciones de Petróleos Mexicanos y el sector energético.[27]

El Secretario de Energía informó que la segunda licitación de la Ronda Uno se realizará el 30 de septiembre de 2015. El Gobierno Federal espera inversiones por 10 mil millones de dólares en inversiones de largo plazo.

#### Reacciones de oposición
Los grupos de toda la izquierda política mexicana se han manifestado en contra de la Reforma Energética que incluye a Pemex, argumentando que tiene un fondo privatizador mediante el cual se entregarán de facto a manos privadas prácticamente todas las áreas del sector energético y petrolero, privando a la Nación de la ganancia económica resultante de su explotación.
Andrés Manuel López Obrador líder del partido de izquierda Movimiento de Regeneración Nacional y excandidato presidencial, ha sostenido una fuerte crítica y condena la reforma energética como una "traición a la patria" por contravenir el principio de la soberanía nacional.
Cuando en 2008, el presidente Felipe Calderón Hinojosa decidió negociar su propuesta de Reforma petrolera.
El 10 de abril, legisladores del Frente Amplio Progresista (FAP) liderado por AMLO, tomaron las tribunas del Congreso, suspendiendo las sesiones en cada Cámara. El 13 de abril de 2008, López Obrador estableció una campaña que autodenominó "en defensa del Petróleo", ante lo que denunció podría ser la posible privatización de PEMEX, para ello convocó a sus simpatizantes a llevar a cabo un mitin frente al Congreso de la Unión, entre otras acciones en una Asamblea General Informativa en el Zócalo capitalino.
Luego de las acusaciones vertidas sobre Mouriño y de lo que llamó probable privatización de PEMEX, Calderón decidió presentar una reforma que evitara temas sustanciales como las asociaciones con empresas privadas para la exploración y explotación de crudo en aguas profundas. El 27 de julio, se llevó a cabo la llamada consulta energética por parte del PRD, en donde se formularon 2 preguntas:
1. Actualmente la explotación, transporte, distribución, almacenamiento y refinación de los hidrocarburos son actividades exclusivas del gobierno, ¿está de acuerdo o no está de acuerdo que en esas actividades puedan ahora participar empresas privadas?
2. En general, ¿está de acuerdo o no está de acuerdo con que se aprueben las iniciativas relativas a la reforma energética que se debaten actualmente en el Congreso de la Unión?
La consulta según el reporte final de Manuel Camacho Solís, colaborador de AMLO, tuvo una participación de 967 mil 848 personas que, sumados a los anteriormente realizados en la capital del país, hacen un total de un millón 793 mil 876 ciudadanos. En la primera pregunta, 901 mil 588 estuvieron en contra, mientras que 51 mil 726 estuvieron a favor, 14 mil 534 votos fueron anulados.
En segunda pregunta, 874 mil 517 ciudadanos votaron por el no y 69 mil 881 por el sí, en tanto que se anularon 14 mil 543 votos. El 30 de julio, Marcelo Ebrard entregó al entonces presidente del Senado, el panista Santiago Creel, los resultados de la consulta petrolera.
Finalmente, el 23 de octubre el Senado aprobó por mayoría la reforma petrolera, misma que abría a Pemex a la iniciativa privada, le otorgaba autonomía presupuestal y promovía una política de Estado en materia de hidrocarburos.
El día 1 de diciembre de 2013 llama a “cercar pacíficamente” el Senado, en previsión de los inicios de la discusión de la reforma energética. Un día después sufre un infarto al miocardio, por lo cual fue internado de urgencia en el Hospital Médica Sur, grave pero estable y fuera de peligro.
Actualmente, una de las estrategias más importantes de la izquierda es la iniciativa impulsada por el PRD bajo el liderazgo de Cuauhtémoc Cárdenas para llamar a una consulta popular, que determine si la mayoría de la población está de acuerdo con la reforma energética y la reforma de Pemex o si exige la revocación de la misma y la búsqueda de una nueva alternativa legislativa para atender el problema de productividad e inversión.

### Robo de hidrocarburos
Se da en los siguientes puntos:
- 80 % Terminales de Abastecimiento y Despacho. Mediante contabilidad doble, facturas alteradas.
- 20 % Ductos. El primer registro de Pemex fue de 15 extracciones en el año 2000. En 2010 registró 710 tomas clandestinas.[32] Se hace generalmente en poblaciones ubicadas en la cercanía del paso de algún ducto, se conocen dos formas:.[33]
  - 90 % Negocio organizado: Se excava para descubrir el ducto, un técnico capacitado perfora e instala una válvula, conecta una manguera apropiada, la manguera se extiende a alguna distancia del ducto, se rellena la excavación. Esta toma se usa para llenar pipas.
  - 10 % Habitantes: Provocan un goteo en el ducto, se forma una alberca de combustible, los habitantes llenan bidones, los venden a negocios organizados.
- Terminales marítimas

El 27 de diciembre de 2018 se dio a conocer el Plan Conjunto de Atención a las Instalaciones Estratégicas de Pemex para combatir el robo de hidrocarburos que inició el día 20 de diciembre, en el cual participan 15 instituciones de gobierno. La Secretaría de Marina y la Secretaría de la Defensa asignaron un total de 895 elementos para proteger 58 instalaciones de Pemex.

## Cronología
- 1901: El ingeniero mexicano Ezequiel Ordóñez descubre un yacimiento petrolero llamado La Pez, ubicado en el Campo de El Ébano en San Luis Potosí. En ese mismo año el presidente Porfirio Díaz expide la Ley del Petróleo con la que se logra impulsar la actividad petrolera, otorgando amplias facilidades a los inversionistas extranjeros.
- 1912: A la caída de Porfirio Díaz, el gobierno revolucionario del Presidente Francisco I. Madero expidió, el 3 de junio de ese año, un decreto para establecer un impuesto especial del timbre sobre la producción petrolera y, posteriormente, ordenó que se efectuará un registro de las compañías que operaban en el país, las cuales controlaban el 95 por ciento del negocio.
- 1915: Posteriormente, Venustiano Carranza creó la Comisión Técnica del Petróleo.
- 1917: La Constitución Política de los Estados Unidos Mexicanos determina el control directo de la Nación sobre todas las riquezas del subsuelo.
- 1918: El gobierno de Carranza estableció un impuesto sobre los terrenos petroleros y los contratos para ejercer control de la industria y recuperar en algo lo enajenado por Porfirio Díaz, hecho que ocasionó la protesta y resistencia de las empresas extranjeras. Con el auge petrolero, las compañías se adueñaron de los terrenos con petróleo. Por ello, el gobierno de Carranza dispuso que todas las compañías petroleras y las personas que se dedicaran a exploración y explotación del petróleo deberían registrarse en la Secretaría de Fomento.
- 1920: Existen en México 80 compañías petroleras productoras y 17 exportadoras, cuyo capital era integrado en un 91.5 % anglo-norteamericanos.
- 1921: La segunda década del siglo fue una época de febril actividad petrolera, que tuvo una trayectoria ascendente hasta llegar a una producción de crudo de poco más de 193 millones de barriles, que colocaba a México como segundo productor mundial, gracias al descubrimiento de yacimientos terrestres de lo que se llamó la "Faja de Oro", al norte del Estado de Veracruz, que se extendían hacia el Estado de Tamaulipas. Uno de los pozos más espectaculares en los anales de la historia petrolera del mundo fue el "Cerro Azul n.º 4", localizado en terrenos de las haciendas de "Toteco" y "Cerro Azul", propiedad de la "Huasteca Petroleum Company", que ha sido uno de los mantos petroleros más productivos a nivel mundial, al obtener una producción -al 31 de diciembre de 1921- de poco más de 57 millones de barriles.
- 1933: La compañía petrolera "El Águila" puso en operación una refinería en Azcapotzalco, D. F., y después de la expropiación petrolera y al concluir los trabajos para la ampliación de su capacidad de refinación, se inauguró en 1946 la refinería "18 de Marzo".
- 1934: Nace Petróleos de México, S.A., (Petromex) como encargada de fomentar la inversión nacional en la industria petrolera.
- 1935: Se constituye el Sindicato de Trabajadores Petroleros en la República Mexicana, cuyos antecedentes se remontan a 1915.
- 1937: Tras una serie de eventos que deterioraron la relación entre trabajadores y empresarios, estalla una huelga en contra de las compañías petroleras extranjeras que paraliza al país, la Junta de Conciliación y Arbitraje falla a favor de los trabajadores, pero las compañías se amparan ante la Suprema Corte de Justicia de la Nación.
- 1938: La Suprema Corte de Justicia les niega el amparo a las compañías petroleras, obligándolas a conceder demandas laborales. Estas se niegan a cumplir con el mandato judicial y en consecuencia, el 18 de marzo, el presidente Lázaro Cárdenas del Río decreta la expropiación a favor de la Nación, declarando la disponibilidad de México para indemnizar a las compañías petroleras el importe de sus inversiones. Posteriormente, el 7 de junio se crea Petróleos Mexicanos como organismo encargado de explotar y administrar los hidrocarburos en beneficio de la nación.
- 1942: Se firma el primer Contrato Colectivo de Trabajo entre el Sindicato de Trabajadores Petroleros de la República Mexicana.
- 1962: Se cubre anticipadamente el último abono de la deuda contraída por la expropiación de 1938.
- 1971: Se expide la Ley Orgánica de Petróleos Mexicanos. En la década de los setenta se le da además un impulso a la refinación y se experimenta un auge en la industria petrolera, producto del descubrimiento de diversos yacimientos petroleros.
- 1971: Un pescador campechano, Rudecindo Cantarell informa a PEMEX el descubrimiento de una mancha de aceite que brotaba desde el fondo del mar en la Sonda de Campeche. Ocho años después la producción del pozo Chac marcaría el principio de la explotación de uno de los yacimientos marinos más grandes del mundo: Cantarell.
- 1979: La perforación del pozo Maalob1 confirma el descubrimiento del segundo yacimiento más importante del país, después de Cantarell. El Activo Ku-Maalob-Zaap es el vigésimo tercero a nivel mundial, en términos de reservas, que equivalen a cuatro mil 786 millones de barriles de crudo. Derrame de aproximadamente 3.3 millones de barriles de crudo en el pozo exploratorio Ixtoc I. Inauguración de las refinerías de Salina Cruz y Cadereyta.
- 1984: Ocurrieron las Explosiones de San Juan Ixhuatepec.
- 1991: El Ejecutivo Federal instruyó el cierre de operaciones de la refinería y entre ese año y el 2007, Pemex-Refinación realizó diversas acciones dentro de las que destacan la reubicación de plantas de proceso, el desmantelamiento de instalaciones, la recuperación de hidrocarburos en fase libre y de emulsiones agua-aceite y el retiro de tanques subterráneos de almacenamiento de hidrocarburos.
- 1992: Se expide una nueva Ley Orgánica de Petróleos Mexicanos y Organismos Subsidiarios donde se establecen los lineamientos básicos para definir las atribuciones de Petróleos Mexicanos en su carácter de órgano descentralizado de la Administración Pública Federal, responsable de la conducción de la industria petrolera nacional.
- 2005: Durante los meses de abril, mayo y junio Petróleos Mexicanos produjo un promedio diario de tres millones 425 mil barriles de crudo. De estos exportó un millón 831 mil barriles a sus clientes en América, Europa y el Lejano Oriente. El resto se envió al sistema nacional de refinación.
- 2006: Petróleos Mexicanos se ha convertido en la empresa más grande de México y una de las petroleras más grandes del mundo, tanto en términos de activos como de sus ingresos. Además, PEMEX lanza al mercado nacional la gasolina Prémium Ultra Bajo Azufre.
- 2007: Se trabaja en la reconfiguración de la refinería Lázaro Cárdenas Minatitlán, la más antigua del sistema nacional de refinación. Impulsa la recuperación de la industria petroquímica nacional y busca incrementar la producción de gas, para satisfacer la demanda del mercado doméstico y así, reducir las importaciones de este energético. Pemex transmitió a título gratuito, la propiedad de 55 hectáreas en favor del Gobierno Federal y se comprometió a realizar acciones de remediación ambiental para que una vez concluidas se construyera un parque ecológico en beneficio de los habitantes del Distrito Federal. Arriba a la Sonda de Campeche la Unidad Flotante de Proceso, se bautiza como Y'um K'ak Naab, el Señor del Mar.
- 2008: Pemex comienza a ser regulado por la Comisión Nacional de Hidrocarburos (CNH). El 28 de noviembre se publican en el Diario Oficial de la Federación siete decretos que integran la Reforma Energética.
- 2009: Anuncia la construcción de una nueva refinería en Tula, Hidalgo.
- 2010: Termina la remediación en los terrenos de la antigua refinería "18 de Marzo" en la delegación Azcapotzalco del Distrito federal. Convirtiéndose así en el "Parque Bicentenario" Inaugurado por el presidente de la república Felipe Calderón Hinojosa. También, presenta los Contratos Integrales EP para mejorar el esquema de exploración y producción de sus campos maduros. El 19 de diciembre ocurrió una explosión luego de que se detectó una fuga de crudo en el oleoducto Nuevo Teapa-Venta de Carpio, a la altura de la estación de Bombeo de San Martín Texmelucan, en el estado de Puebla.[38][39][40]
- 2012: Descubre PEMEX nuevo yacimiento de petróleo en el sureste de México.
- 2013: Ocurre una Explosión en el complejo administrativo Torre de Petroleos Mexicanos que deja un saldo de 37 muertos. De igual forma, se reforma el artículo 25, 27 y 28 de la Constitución Política, modificándose el régimen jurídico de la explotación de hidrocarburos.
- 2014: El Congreso de la Unión aprueba las leyes secundarias de la reforma constitucional de 2013.
- 2015: Se cancela el proyecto de la Refinería Bicentenario en Tula, Hidalgo por se técnicamente inviable.
- 2018: Anuncian que el yacimiento Ixachi en el estado de Veracruz puede superar los 1000 millones de barriles de petróleo crudo equivalente de reservas 3P.

## Cifras de exploración y producción
Exploración y producción
- Producción de crudo: 1528 miles de barriles diarios (marzo, 2022).[41]
- Producción de gas natural: 3814 millones de pies cúbicos diarios (marzo, 2022).[41]
- 75 % de la producción de crudo es marina.[42]

Internacional
- 12.º mayor productor de crudo a nivel mundial (2020).[43]
- Exportaciones de crudo: 1120 Mbd (2020).[44]
- 2.º mayor exportador de crudo a Estados Unidos (2021).[45]
- Relación de largo plazo con refinerías en la costa norteamericana del Golfo de México[cita requerida].
- Propietario total de la Refinería Deer Park en Deer Park, Texas.[46]

## Organización

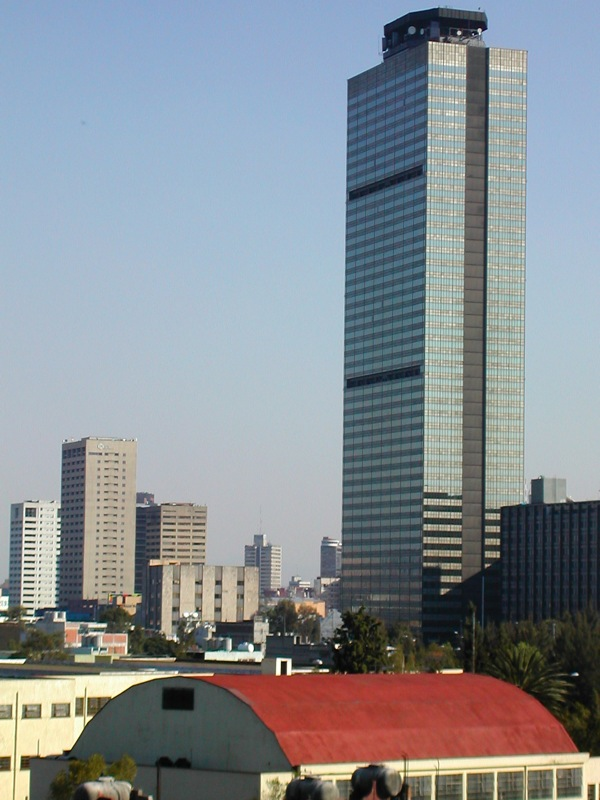
Torre Ejecutiva de Petróleos Mexicanos

Petróleos Mexicanos opera por conducto de un corporativo y empresas y filiales productivas subsidiarias[cita requerida]:
- Pemex Exploración y Producción
- Pemex Transformación Industrial
- Pemex Etileno
- Pemex Fertilizantes
- Pemex Logística
- Pemex Perforación y Servicios
- Pemex Cogeneración y Servicios
- PMI Comercio Internacional SA de CV (Compañía filial) y una serie de otras filiales relacionadas con PMI

El Instituto Mexicano del Petróleo no pertenece a la estructura de Pemex pero opera como su brazo tecnológico.
Los organismos subsidiarios de Pemex, son organismos descentralizados creados por el gobierno federal, mientras que las compañías subsidiarias, son empresas que han sido creadas conforme a las leyes aplicables de cada una de las respectivas jurisdicciones en las que fueron constituidas y son administradas, como compañías privadas[cita requerida].
Asimismo actualmente PEMEX cuenta con una plantilla de personal de 124 660 plazas ocupadas siendo esta cifra reducida desde el año 2012 donde se tenían 150 667 empleados.
Su sede de administración está ubicada en la Avenida Marina Nacional #329, Colonia Petróleos Mexicanos, Delegación Miguel Hidalgo en la Ciudad de México donde concentra todas sus áreas administrativas en la llamada Torre Ejecutiva Pemex y en edificios contiguos alberga sus sistemas informáticos y logísticos.

### Consejo de administración
El Consejo de Administración se integra por:
| Por el Sector             | Por el Sector               | Por el Sector                   | Por el Sector                                           | Por el Sector                                           |
| ------------------------- | --------------------------- | ------------------------------- | ------------------------------------------------------- | ------------------------------------------------------- |
| 1                         | Propietaria                 | Rocío Nahle García              | Secretaría de Energía                                   | Secretaría de Energía                                   |
|                           | Suplente                    | Miguel Ángel Maciel Torres      | Subsecretario de Hidrocarburos                          | Subsecretario de Hidrocarburos                          |
| 2                         | Propietario                 | Rogelio Eduardo Ramírez de la O | Secretario de Hacienda y Crédito Público                | Secretario de Hacienda y Crédito Público                |
|                           | Suplente                    | Gabriel Yorio González          | Subsecretario de Hacienda                               | Subsecretario de Hacienda                               |
| Por el Gobierno Federal   |                             |                                 |                                                         |                                                         |
| 3                         | Propietaria                 | Tatiana Cloutier Carrillo       | Secretaría de Economía                                  | Secretaría de Economía                                  |
|                           | Suplente                    | Héctor Guerrero Herrera         | Subsecretario de Industria y Comercio                   | Subsecretario de Industria y Comercio                   |
| 4                         | Propietaria                 | María Luisa Albores González    | Secretaría de Medio Ambiente y Recursos Naturales       | Secretaría de Medio Ambiente y Recursos Naturales       |
|                           | Suplente                    | Tonatiuh Herrera Gutiérrez      | Subsecretario de Fomento y Normatividad Ambiental       | Subsecretario de Fomento y Normatividad Ambiental       |
| 5                         | Propietario                 | Manuel Bartlett Díaz            | Director general de la Comisión Federal de Electricidad | Director general de la Comisión Federal de Electricidad |
| Consejeros Independientes |                             |                                 |                                                         |                                                         |
| 6                         | Juan José Paullada Figueroa | Juan José Paullada Figueroa     | 7                                                       | José Eduardo Beltrán Hernández                          |
| 8                         | Laura Itzel Castillo Juárez | Laura Itzel Castillo Juárez     | 9                                                       | Vacante                                                 |
| 10                        | Humberto Mayans Canabal     | Humberto Mayans Canabal         | Humberto Mayans Canabal                                 | Humberto Mayans Canabal                                 |

## Directores generales
Partidos políticos:      Partido de la Revolución Mexicana      Partido Revolucionario Institucional      Sin partido      Morena
| Director general | Director general                   | Periodo    | Presidente (s)                                |
| ---------------- | ---------------------------------- | ---------- | --------------------------------------------- |
|                  | Manuel Santillán                   | 1937-1938  | Lázaro Cárdenas                               |
|                  | Vicente Cortés Herrera             | 1938-1940  | Lázaro Cárdenas                               |
|                  | Efraín Buenrostro Ochoa            | 1940-1946  | Manuel Ávila Camacho                          |
|                  | Antonio J. Bermúdez                | 1946-1958  | Miguel Alemán Valdés Adolfo Ruiz Cortines     |
|                  | Pascual Gutiérrez Roldán           | 1958-1964  | Adolfo López Mateos                           |
|                  | Jesús Reyes Heroles                | 1964-1970  | Gustavo Díaz Ordaz                            |
|                  | Antonio Dovalí Jaime               | 1970-1976  | Luis Echeverría Álvarez                       |
|                  | Jorge Díaz Serrano                 | 1976-1981  | José López Portillo                           |
|                  | Julio Rodolfo Moctezuma            | 1981-1982  | José López Portillo                           |
|                  | Mario Ramón Beteta                 | 1982-1987  | Miguel de la Madrid                           |
|                  | Francisco Rojas Gutiérrez          | 1987-1994  | Miguel de la Madrid Carlos Salinas de Gortari |
|                  | Carlos Ruiz Sacristán              | 1994       | Ernesto Zedillo                               |
|                  | Adrián Lajous Vargas               | 1994-1999  | Ernesto Zedillo                               |
|                  | Rogelio Montemayor                 | 2000       | Ernesto Zedillo                               |
|                  | Raúl Muñoz Leos                    | 2000-2004  | Vicente Fox                                   |
|                  | Luis Ramírez Corzo                 | 2004-2006  | Vicente Fox                                   |
|                  | Jesús Reyes-Heroles González-Garza | 2006-2009  | Felipe Calderón                               |
|                  | Juan José Suárez Coppel            | 2009-2012  | Felipe Calderón                               |
|                  | Emilio Lozoya Austin               | 2012-2016  | Enrique Peña Nieto                            |
|                  | José Antonio González Anaya        | 2016-2017  | Enrique Peña Nieto                            |
|                  | Carlos Alberto Treviño Medina      | 2017-2018  | Enrique Peña Nieto                            |
|                  | Octavio Romero Oropeza             | 2018-2024  | Andrés Manuel López Obrador                   |
|                  | Víctor Rodríguez Padilla           | Desde 2024 | Claudia Sheinbaum                             |

## Sindicatos de Pemex

### Sindicato de Trabajadores Petroleros de la República Mexicana (STPRM)
El Sindicato de Trabajadores Petroleros de la República Mexicana, cuyos antecedentes se remontan a 1915, se constituyó formalmente en 1936 a partir de los sindicatos de las empresas petroleras extranjeras de la época. El sindicato preparó una propuesta de contrato colectivo que sustituyera aquellos que regían las relaciones laborales en cada una de dichas empresas. La relación entre trabajadores y empresas se deterioró y el sindicato estalló una huelga que paralizó al país, obtuvo el fallo a favor de la Junta de Conciliación y Arbitraje, pero las compañías se ampararon ante la Suprema Corte de Justicia de la Nación. La Suprema Corte negó el amparo y ratificó el laudo de la Junta Federal de Conciliación y Arbitraje. Las empresas se negaron al mandato judicial y consecuentemente, el presidente Lázaro Cárdenas del Río decretó el 18 de marzo de 1938 la expropiación de los bienes de 17 compañías petroleras en favor de la Nación, tanto muebles como inmuebles. En 1942, PEMEX y el sindicato firmaron el primer Contrato Colectivo de Trabajo en México. Hasta enero de 1989 se llamó Sindicato Revolucionario de Trabajadores Petroleros de la República Mexicana (SRTPRM). La actual administración es dirigida por Carlos Romero Deschamps. En 2001 se investigó la participación del sindicato en el conflicto postelectoral, siendo referido el escándalo como Pemexgate en los medios y la opinión pública. En 2013, Romero Deschamps, antes de la firma de la nueva reforma energética suscribió convenios para permitir el despido masivo de trabajadores que comenzó a verificarse desde 2015. En 2013 igualmente, votó a favor de la reforma energética.

### Movimientos de Técnicos y Profesionistas
En 1945 se realizaron intentos aislados de sindicalización por parte de los trabajadores técnicos y profesionistas de Petróleos Mexicanos, pero fue hasta mayo de 1970 cuando 700 técnicos y profesionistas en la Asamblea General en Coatzacoalcos, Veracruz, mediante un notario público, se constituyeron en sindicato. Sin embargo, la Secretaría de Trabajo y Previsión Social (STPS) les negó el registro, argumentando que no reunían los requisitos legales. Ante esto, los trabajadores presentaron un amparo ante la Suprema Corte de Justicia de la Nación, cuya resolución se resolvió en su contra. Sus principales dirigentes fueron despedidos.
Las condiciones laborales, similares a las actuales de sobreexplotación de los trabajadores, provocaron que se unieran para exigir respeto de su organización, pero tanto la empresa como el Sindicato de Trabajadores Petroleros de la República Mexicana (STPRM) se oponían a su sindicalización. Por lo tanto, en abril de 1973 los técnicos y profesionistas pidieron apoyo al entonces presidente de México, Luis Echeverría Álvarez. El Presidente ordenó su sindicalización, pero incluyéndolos en el STPRM. Se inició un proceso de sindicalización de los niveles más bajos a partir de 1974, en el que transitoriamente los profesionistas se agruparon en la UPYTSIM (Unión de Profesionistas y Técnicos al Servicio de la Industria de México) pero fue hasta 1976, después de paros, manifestaciones y plantones, que se logró modificar la cláusula 3 del Contrato Colectivo de Trabajo (CCT) para permitir la sindicalización de los llamados trabajadores de confianza.
A consecuencia, de 1979 a 1991 surge la experiencia más valiosa en lo que se refiere a gestión sindical democrática en el STPRM, en la sección 34. Ahí un grupo de aproximadamente 2000 técnicos y profesionistas (TyPs) logran establecer un espacio democrático sindical, imponiéndole a la Quina, el máximo líder petrolero de la época, una organización sindical que tendría un alto impacto en la organización de profesionistas. Los TyPS contaban con representación ante el CEN del STPRM, gestión sindical ante la dirección general de Pemex y su propio escalafón, incluso para el personal transitorio. Si bien estaban en todas las áreas de la empresa, su poder más importante lo ejerció en la Subdirección de Proyectos y Construcción de Obras (SPCO), donde naturalmente tenían su mayor representación. Estaban organizados por especialidad, químicos, mecánicos, eléctricos, electrónicos, geólogos, civiles, arquitectos, licenciados, etcétera. Lograron tener sindicalizados desde el nivel 30 hasta el nivel 35, ya que a partir del nivel 36, se consideraban personal de confianza. Aun así, muchos puestos de confianza eran propuestos por personal de TyPs, siendo casi inexistente la contratación de personal de confianza a niveles de superintendentes locales y generales. Su influencia fue tan grande que impulsaron conjuntamente con la administración la reorganización administrativa de toda le empresa en la década de los 80, incluso hubo un episodio llamado “la sacada de pitufos”, que consistió en que los técnicos y profesionistas de la sección 34 asentados en las oficinas generales del D.F., en una acción masiva sacaron de sus oficinas directo a la calle a varios profesionistas de confianza recomendados del director general en turno, hecho que casi les costó su existencia. A pesar del poder del CEN del STPRM, realizaban asambleas democráticas, durante muchos años semanales. Sostenían los valores de la democracia y su relación con el líder seccional fue siempre tirante. El dirigente más emblemático de ese grupo sin duda fue el arquitecto Francisco Domínguez Aranda. Dejaron una escuela de organización, responsabilidad profesional y rebeldía ante el poder tradicional en el STPRM, aunque al final la Quina impuso nuevos dirigentes dóciles a él.
En 1991, todos los técnicos y profesionistas de nivel 30 en adelante fueron nuevamente integrados al régimen denominado de confianza, y se inició un nuevo período para un sector de la industria que sigue en una situación de vulnerabilidad respecto a sus derechos laborales y humanos.
Después de estos cambios, la constante violación a los derechos laborales provocó que en 1994 se formaran nuevamente coaliciones de técnicos y profesionistas en instalaciones de Salina Cruz, Tula, Minatitlán y D.F., y se solicitó el registro de cada una en lo individual, a lo cual se negó la Secretaría de Trabajo y Previsión Social, por lo cual se decidió entonces la unificación para formar un sindicato a escala nacional. En 1995 se convocó a una convención nacional de técnicos y profesionistas petroleros, para formar así la Asociación Nacional de Técnicos y Profesionistas Petroleros (ANTyPP), con el objetivo de poder defender la petroquímica y los derechos laborales, pero unos días antes de esta convención, veintisiete trabajadores fueron rescindidos o jubilados, entre los que se encontraban los dirigentes de las coaliciones de los comités ejecutivos; por esta razón, la asamblea constitutiva se realizó sin éxito alguno.
Un grupo de líderes, surgido de los ya extintos TyPS del STPRM, se dio entonces a la tarea de entablar relaciones con sus similares de otras secciones, intentando posteriormente varios frentes democráticos, entre ellos: en 1999, "Todos Por Pemex", que promovía el respeto a los derechos laborales de los técnicos y profesionistas, la Comisión Nacional de la Defensa de la Industria Petrolera de México, A.C. (CONADIPME), la cual convocó a los sectores más interesados en la defensa de PEMEX a construir un proyecto para la defensa y desarrollo de la industria petrolera, uniendo diversos grupos de trabajadores e intelectuales que no estaban de acuerdo con la privatización de la industria y en 2002, la Unión Nacional de Trabajadores de Confianza de la Industria Petrolera, A.C. (UNTCIP). Respecto de esta última, a pesar de su alta membresía, el no tratarse de un sindicato impidió a la organización el poder fungir como interlocutor de los técnicos y profesionistas (TyPs) ante la empresa.
Meses después, el 13 de abril de 2002, se constituyó la Organización Nacional de Trabajadores de Confianza de la Industria Petrolera (ONTCIP) con trabajadores de PEMEX-Refinación, y se solicitó su registro ante la Secretaría de Trabajo y Previsión Social, cuyas requerimientos fueron cumplidos de manera adecuada por la organización. La STPS no respondió en los 60 días establecidos dentro de la Ley Federal del Trabajo, realizándose la promoción correspondiente de que, al no haberse recibido respuesta, se aplicaría entonces la afirmativa ficta. Los dirigentes de la organización, afiliados al PAN, fueron entonces llamados a negociaciones con el presidente Vicente Fox Quesada, presentando a petición del Gobierno de Guanajuato desistimientos temporales de la promoción, hasta que la presión de los trabajadores provocó que los dirigentes hicieran otra promoción, a lo que la STPS volvió a responder de manera negativa.
Como resultado, el 22 de junio de 2004 se presentó una demanda de garantías ante un Juzgado de Distrito en materia de Trabajo. En respuesta, las autoridades de Pemex y el gobierno llevaron a cabo represiones violentas en contra de los técnicos y profesionistas petroleros, sacándolos de sus centros de trabajo mediante el uso de la fuerza pública. El 17 de junio de 2004, la Juez Tercera de Distrito en Materia Laboral concedió un amparo a la ONTCIP; sin embargo, el Secretario General y el Secretario de Organización de la misma scumbieron a la presión y disolvieron la organización.
En 2003 se había formado la Unión Nacional de Trabajadores de Confianza de la Industria Petrolera de México (UNTCIPM) como sindicato, principalmente con trabajadores de PEP (PEMEX-Exploración y Producción), PPQ (PEMEX-Petroquímica) y PGPB (PEMEX-Gas y Petroquímica). la UNTCIPM construyó un proyecto energético alternativo, organizando foros nacionales y regionales para promover la defensa de la industria petrolera, así como participando en foros internacionales (la mayoría en Latinoamérica) para poder así mantener informados a los trabajadores de los aspectos energéticos más importantes. Asimismo, solicitan el registro ante la STPS, el cual fue negado una vez más, recurriéndose a la citada demanda de garantías. Ese mismo día, el 22 de junio de 2004, la Policía Federal sacó a los miembros de la UNTCIPM de sus centros de trabajo; a su vez, los líderes fueron reprimidos, siendo la mayoría jubilados o despedidos; sin registro y con la dirección expulsada, la organización perdió fuerza.
Muchos de los diversos líderes de estas organizaciones confluyeron en lo que sería posteriormente la Unión Nacional de Técnicos y Profesionistas Petroleros (UNTyPP).

### Unión Nacional de Técnicos y Profesionistas Petroleros (UNTyPP)
El 6 de septiembre de 2007, Pemex difundió un oficio en el que se instruía a los trabajadores denominados de confianza firmar un contrato individual de trabajo, con cuya firma se pretendía despojar a los trabajadores del derecho a defender su estabilidad en el empleo. La organización y la acción colectiva lograron que solo un 15 % de los trabajadores denominados de confianza firmara el contrato. Se planteó entonces la formación de un nuevo sindicato que permitiera defender de una manera pacífica y organizada los derechos laborales de los trabajadores y enfrentar la privatización de la industria.
El 29 de abril de 2008 se presentó la solicitud ante la Secretaría de Trabajo y Previsión Social, y el 30 de mayo la STPS respondió con reiterados y dilatorios requerimientos de información adicional a lo largo de 7 meses. El 21 de agosto, el ingeniero Didier Marquina, Secretario General de la UNTyPP, fue amenazado por el ingeniero Marco Antonio Murillo Soberanis, Sub-Director Corporativo de Recursos Humanos de las consecuencias de nos retirar la solicitud de registro del sindicato. El 14 de noviembre de 2008, 37 miembros de la organización fueron desalojados con lujo violencia de sus centros de trabajo (refinerías, terminales de distribución y repartos, complejos petroquímicos, oficinas centrales e instalaciones de exploración y producción) por integrantes de los Servicios Especiales de Seguridad Física de Pemex, un grupo paramilitar que opera en todas las instalaciones de la empresa portando armas largas.
Después de esto la empresa desató una campaña de acoso y tortura emocional para obligar a más de 200 miembros del sindicato a renunciar por escrito al mismo, a fin de reducir el número de afiliados a menos de 20 y dar a la STPS el pretexto para negar el registro, pretendiendo ignorar que la ley establece que dicha secretaría solo puede resolver sobre el padrón de socios en el momento de la solicitud del registro y no posteriormente.
Muchos de estos trabajadores cedieron a la angustia y presión por ser los proveedores de sustento de sus respectivas familias. El director Corporativo de Administración y el director general de Petróleos Mexicanos, fueron copartícipes de esta violación a los derechos humanos de los afectados. Con ello, Pemex atentó contra los derechos de asociación y sindicalización establecidos en la Constitución Política de la República Mexicana, la Ley Federal del Trabajo y los Convenios 87, 98 y 135 de la Organización Internacional del Trabajo, contravino la Convención Contra la Tortura y Otros Tratos o Penas Crueles Inhumanos o Degradantes ratificada por México en 1986. Una de las consecuencias más graves de este desalojo fue la pérdida del servicio médico para estas familias mexicanas; esto ocasionó la muerte del Sr. Manuel Valencia Orozco, padre del compañero Felipe Valencia, uno de los desalojados el 14 de noviembre del 2008, violando el constitucional Derecho de la Salud integral pues la suspensión de la atención médica a los trabajadores y a sus familiares pone en riesgo su integridad física.
El 19 de diciembre de 2008, la STPS emitió su resolución, negando el registro sindical y violando el marco legal vigente respecto al derecho de asociación de los técnicos y profesionistas petroleros, el artículo 123 de la Constitución, la Ley Federal del Trabajo, el Convenio OIT 87 sobre la libertad sindical y la protección del derecho de sindicación, así como el Convenio 135 de la OIT sobre los representantes de los trabajadores. El 15 de enero de 2009 se promovió un amparo indirecto reclamando el reconocimiento del registro.
El 2 de julio de 2009 se recibió de la Juez Primera de Distrito en Materia de Trabajo la respuesta a la petición de amparo, resolviendo que sí procedía el registro de la UNTyPP por la ilegalidad en que incurrió la STPS al negar el registro. La jueza señaló que los derechos de asociación y libertad sindical son derechos fundamentales reconocidos en la Constitución Política de los Estados Unidos Mexicanos, además de ser garantías sociales. Sin embargo, la STPS solicitó el recurso de revisión de tal ordenamiento, que para su resolución fue turnado al Décimo Cuarto Tribunal Colegiado de Materia de Trabajo de Primer Circuito; con ello, la STPS violó lo establecido en la Constitución y el Convenio 87 de la OIT, que establece que existe una prohibición expresa y absoluta al Estado Mexicano para que obstaculice el derecho de asociación.
El 30 de noviembre de 2009, el Décimo Cuarto Tribunal Colegiado en Materia de Trabajo resuelve y ratifica el amparo indirecto otorgado a la UNTyPP por la Juez de Distrito en Materia de Trabajo, confirmando el derecho de los técnicos y profesionistas a formar un sindicato.
Desde entonces, la UNTyPP ha hecho labor de gestión en favor de sus afiliados y denunciado la pérdida de materia de trabajo debido a la privatización de la industria petrolera nacional.
A abril de 2016, ni la empresa ni el gobierno han reconocido una violación a los derechos humanos en su trato hacia los trabajadores miembros de la UNTyPP.
A finales del 2017, la UNTyPP cuenta con 5 secciones en diferentes Ciudades tales como Coatzacoalcos-Veracruz, Villahermosa-Tabasco, Salamanca-Guanajuato, Paraíso-Tabasco y Minatitlán-Veracruz.
En octubre de 2018, se inicia con la formación de la Sección 6 en Ciudad del Carmen, logrando agremiar a más de 200 profesionistas de plataforma y a bordo, convirtiéndose en una sección pivote, y juntos todos sus agremiados impulsan el firme propósito, de incrementar la producción de la empresa Petróleos Mexicanos y llevarla a un siguiente nivel, tomando las acciones para establecer que no se falten a los derechos y obligaciones de los trabajadores petroleros.

## Producción

### Mercado internacional
| n.º                                | País                   | Millones de barriles/día |
| ---------------------------------- | ---------------------- | ------------------------ |
| 1                                  | Estados Unidos         | 15 300 000               |
| 2                                  | Arabia Saudita         | 12 200 000               |
| 3                                  | Rusia                  | 11 480 000               |
| 4                                  | Canadá                 | 5 200 000                |
| 5                                  | Irak                   | 4 779 000                |
| 6                                  | China                  | 4 120 000                |
| 7                                  | Emiratos Árabes Unidos | 3 085 000                |
| 8                                  | Brasil                 | 2 780 000                |
| 9                                  | Kuwait                 | 2 653 000                |
| 10                                 | Irán                   | 2 194 000                |
| 11                                 | México                 | 1 926 000                |
| (Año 2019). Fuente:BBC News y OPEC |                        |                          |

Datos del 2008
- Petróleo Crudo (Mbd) 2564
- Gas natural (MMpcd) 8000
- Campos en producción: 400
- Pozos en explotación: 8500
- Plataformas marinas: 243

Comparaciones Internacionales (2012):
Posición mundial de México
- Reservas probadas de petróleo crudo 18.º lugar
- Reservas probadas de gas natural 30.º lugar
- Producción de petróleo crudo (por empresa PEMEX) 4.º lugar
- Producción de petróleo crudo (por país México) 10.º lugar
- Producción de gas natural 13.er lugar
- Capacidad de destilación primaria 13.er lugar

### Productos
- Petróleo crudo
- Gasolina "Magna" (calidad regular grado 87 octanos)
- Gasolina "Premium" (calidad superior grado 92 octanos)
- Diésel
- Turbosina
- Combustóleo
- Parafinas
- Asfalto
- Gas Licuado
- Gas natural
- Ekbé

### Principales entidades federativas por producción
| n.º                 | Entidad federativa |
| ------------------- | ------------------ |
| 1                   | Campeche           |
| 2                   | Tabasco            |
| 3                   | Veracruz           |
| 4                   | Tamaulipas         |
| 5                   | Chiapas            |
| (Año 2009. Fuente:) |                    |

### Reservas
Al 1 de enero de 2013:
- Probadas
  - Crudo (MMb) 10,073.2
  - Líquidos del gas (MMb) 1,140.6
  - Gas seco (MMbpce) 2,444.4
- Probables
  - Crudo (MMb) 8,456.9
  - Líquidos del gas (MMb) 1,124.2
  - Gas seco (MMbpce) 2,648.3
- Posibles
  - Crudo (MMb) 12,286.5
  - Líquidos del gas (MMb) 1,745.5
  - Gas seco (MMbpce) 4,282.3

## Infraestructura

### TAR's
A lo largo del territorio nacional existen 73 Terminales de Almacenamiento y Reparto (TAR) para gasolinas y diésel, las cuales abastecen a 12 000 estaciones de servicio. Las TAR's reciben los combustibles mediante autotanques o ductos que vienen de una refinería, o de una terminal marítima en el caso de importación.

### Refinerías

#### En funcionamiento
Refinerías propiedad de PEMEX:

| Puebla Campeche Tabasco | Yucatán Quintana Roo |

| Guanajuato Querétaro Hidalgo San Luis Potosí Zacatecas Aguascalientes | Jalisco Michoacán Colima Nayarit Durango |

| Nuevo León Coahuila Chihuahua | Parte de: Tamaulipas Durango San Luis Potosí |

#### Desmanteladas
| Nombre      | Ubicación                       | Inauguración | Cierre |
| ----------- | ------------------------------- | ------------ | ------ |
| Poza Rica   | Poza Rica de Hidalgo (Veracruz) | 1940         | 1991   |
| 18 de Marzo | Azcapotzalco (Ciudad de México) | 1946         | 1991   |

### Ductos
- Oleoductos: 4 246 km
- Gasoductos: 7 500 km

#### Sistemas de ductos
Sistemas de ductos:
| Nombre                                        | Ductos                                                                     |
| --------------------------------------------- | -------------------------------------------------------------------------- |
| Sistema Rosarito                              | Poliducto 10" Rosarito-Ensenada                                            |
| Sistema Rosarito                              | Poliducto 10"-8" Rosarito-Mexicali                                         |
| Sistema Guaymas                               | Poliducto 8" Guaymas-Hermosillo                                            |
| Sistema Guaymas                               | Poliducto 12" Guaymas-Obregón                                              |
| Sistema Topolobampo                           | Poliducto 10" Topolobampo-Guamúchil-Culiacán                               |
| Sistema Norte                                 | Poliducto 8" El Paso-Ciudad Juárez                                         |
| Sistema Norte                                 | Poliducto bidireccional 12" Ciudad Juárez-Chihuahua                        |
| Sistema Norte                                 | Poliducto 8" Gómez Palacio-Chihuahua                                       |
| Sistema Norte                                 | Poliducto bidireccional 10" Gómez Palacio-Chihuahua                        |
| Sistema Norte                                 | Poliducto 10" Satélite-Gómez Palacio-Ojo Caliente-Gómez Palacio            |
| Sistema Norte                                 | Poliducto 14" Satélite-Ojo Caliente-Gómez Palacio                          |
| Sistema Norte                                 | Ramal 8" Ojo Caliente-Saltillo                                             |
| Sistema Norte                                 | Poliducto 10" Satélite - Monclova - Sabinas                                |
| Sistema Norte                                 | Poliducto 18" Cadereyta - Satélite                                         |
| Sistema Norte                                 | Poliducto Bidireccional 12-10" Ciudad Madero - KM 0 - Victoria - Cadereyta |
| Sistema Norte                                 | Poliducto Bidireccional 12-10" Río Bravo - Retama - Reynosa - Cadereyta    |
| Sistema Sur Centro Golfo Occidente            | Combustoleoducto 14" Minatitlán-Pajaritos                                  |
| Sistema Sur Centro Golfo Occidente            | Combustoleoducto 14" Salamanca-Irapuato                                    |
| Sistema Sur Centro Golfo Occidente            | Combustoleoducto 18" Salina Cruz-Terminal Marítima Salina Cruz             |
| Sistema Sur Centro Golfo Occidente            | Dieselducto 10" Salamanca-Irapuato                                         |
| Sistema Sur Centro Golfo Occidente            | Dieselducto 24" Refinería Salina Cruz-Terminal Marítima Salina Cruz        |
| Sistema Sur Centro Golfo Occidente            | Magnaducto 10" Salamanca-Irapuato                                          |
| Sistema Sur Centro Golfo Occidente            | Magnaducto 24" Refinería Salina Cruz-Terminal Marítima Salina Cruz         |
| Sistema Sur Centro Golfo Occidente            | Premiumducto 10" Refinería Salina Cruz-Terminal Marítima Salina Cruz       |
| Sistema Sur Centro Golfo Occidente            | Poliducto 10" Salamanca-Morelia                                            |
| Sistema Sur Centro Golfo Occidente            | Poliducto 12" Azcapotzalco-Terminal Satélite Norte (San Juan)              |
| Sistema Sur Centro Golfo Occidente            | Poliducto 12" Azcapotzalco-Terminal Satélite Ote (Anil)                    |
| Sistema Sur Centro Golfo Occidente            | Poliducto 12" Azcapotzalco-Terminal Satélite Sur (B. del Muerto)           |
| Sistema Sur Centro Golfo Occidente            | Poliducto 16" Salamanca-Degollado - Guadalajara (TAR) - Zapopan            |
| Sistema Sur Centro Golfo Occidente            | Poliducto 16" Degollado - Zamora                                           |
| Sistema Sur Centro Golfo Occidente            | Poliducto 16" Tula - Charco Blanco - Palo Seco - Salamanca                 |
| Sistema Sur Centro Golfo Occidente            | Poliducto 16" Charco Blanco - Querétaro - San Luis Potosí                  |
| Sistema Sur Centro Golfo Occidente            | Poliducto 16" Palo Seco - Celaya                                           |
| Sistema Sur Centro Golfo Occidente            | Poliducto 15"-14" Tuxpan - Reforma - Tula                                  |
| Sistema Sur Centro Golfo Occidente            | Poliducto 15"-14" Reforma - Pachuca                                        |
| Sistema Sur Centro Golfo Occidente            | Poliducto 24"-18"-16" Tuxpan - Derivación SJ - Añil - Azcapotzalco         |
| Sistema Sur Centro Golfo Occidente            | Poliducto 12"-14"-12" Tula - Charco Blanco - Palo Seco - Salamanca         |
| Sistema Progreso                              | Poliducto 10" Progreso-Mérida                                              |
| Sistema Progreso                              | Poliducto 8" Progreso-Mérida                                               |
| Sistema de Crudos Zona Sur-Golfo-Centro-Norte |                                                                            |
| Sistema Nacional de Gas Licuado del Petróleo  |                                                                            |
| Sistema Hobbs-Méndez                          |                                                                            |
| Sistema de Petroquímicos                      | Isobutanoducto 6" Minatitlán-Salina Cruz                                   |
| Sistema de Petroquímicos                      | Isobutanoducto 20"-8" Pajaritos-Minatitlán                                 |

### Complejos Petroquímicos

#### En funcionamiento
Complejos petroquímicos:
| Nombre        | Ubicación                     | Producción                                                                                               |
| ------------- | ----------------------------- | --- |
| Independencia | San Martín Texmelucan, Puebla | |
| Cangrejera    | Coatzacoalcos, Veracruz       | |
| Cosoleacaque  | Cosoleacaque, Veracruz        | |
| Morelos       | Coatzacoalcos, Veracruz       | |
| Pajaritos     | Coatzacoalcos, Veracruz       | Las plantas de etileno y cloruro de vinilo (Clorados III) pertenecieron a Pemex hasta septiembre de 2013 |

#### Desmanteladas
| Nombre         | Ubicación                 | Producción |
| -------------- | ------------------------- | --- |
| Tula           | Estado de Hidalgo         | Salió de operación a partir de 2008 |
| Escolín        | Poza Rica, Veracruz       | Salió de operación a partir de 2008. Se puso a la venta en 2017 |
| Unidad Camargo | Ciudad Camargo, Chihuahua | Paró producción en 2002. El 8 de noviembre de 2006 se autorizó el desmantelamiento y venta del complejo. El 9 de diciembre de 2014, Pemex anuncia la rehabilitación de la planta de amoníaco, para entrar en producción en 2016. El 27 de abril de 2016, Pemex anunció la cancelación del proyecto de reactivación y el inicio del proceso de desmantelamiento |

### Complejos Procesadores de Gas
| Nombre      | Ubicación                                   | Producción en Millones de Pies Cúbicos Diarios en diciembre del 2015 |
| ----------- | ------------------------------------------- | -------------------------------------------------------------------- |
| Burgos      | Reynosa, Tamaulipas                         | 621 MMpcd.                                                           |
| Arenque     | Ciudad Madero,Tamaulipas                    | 31 MMpcd.                                                            |
| Cactus      | Reforma, Chiapas                            | 873 MMpcd.                                                           |
| Poza Rica   | Poza Rica, Veracruz                         | 158 MMpcd.                                                           |
| Matapionche | Cotaxtla, Veracruz                          | 15 MMpcd,                                                            |
| Nuevo Pemex | Carretera Luis Gil Pérez - Reforma, Tabasco | 893 MMpcd.                                                           |
| Poza Rica   | Poza Rica, Veracruz                         | 158 MMpcd.                                                           |

## Alianzas
Entre las alianzas celebradas por Pemex en el año 2013 figuran las siguientes:
- Keppel Offshore & Marine. Empresa dedicada a la construcción de plataformas petroleras. El cual iniciará la construcción de seis plataformas auto-elevables de perforación en Altamira Tamaulipas.
- Astillero Barreras. PMI Holdings B.V., Compañía subsidiaria de Pemex firmó contrato de inversión para la compra del 51 % de la tenencia accionaria del astillero español Hijos de J. Barreras SA, también conocido como Astillero Barreras. Mediante esta adquisición, Pemex podrá desarrollar capacidades para la construcción de buques especializados en México en el mediano plazo, capitalizando así el desarrollo tecnológico del sector naval gallego en la industria petrolera.

## Impactos positivos
- En el aspecto social, PEMEX no realiza una constante aportación de donativos y donaciones a lo largo del año, solo pueden ser sujetos a recibir donativos y donaciones las personas morales.
- Pueden recibir donativos o donaciones los Estados y Municipios considerados como prioritarios para la operación de PEMEX y sus Organismos Subsidiarios.
- También pueden recibir donativos o donaciones los Estados y Municipios no prioritarios pero que tengan una importancia relativa para la operación de PEMEX y sus Organismos Subsidiarios.
- Además, también podrán ser beneficiarios de donativos y donaciones las asociaciones no lucrativas y fideicomisos constituidos por particulares con fines educativos, culturales, de salud, de investigación científica, de aplicación de nuevas tecnologías o de beneficencia, no vinculadas a asociaciones religiosas, a partidos políticos y agrupaciones políticas, así como instituciones de salud, beneficencia o asistencia, educativas o culturales y comunidades agrarias y ejidos, entre otros. Los donativos y las donaciones estarán sujetos a la disponibilidad presupuestal autorizada.
- Algunos ejemplos de estas aportaciones son:
  - 2010: Apoyo al Programa de Educación y Capacitación Laboral de Niños, Jóvenes y Adultos con Síndrome de Down en el Distrito Federal, a través de Comunidad Down, A.C. y en el estado de Veracruz con el Proyecto Desarrollo de una Comunidad Sustentable y con el Fondo para la Paz, I.A.P.
  - 2010: Se realizaron acciones para la conservación de la biodiversidad, reforestación, recuperación de la cubierta forestal, conservación de suelos, protección contra incendios y educación ambiental en siete áreas naturales protegidas del Golfo de México, en colaboración con Espacios Naturales y Desarrollo Sustentable A.C. y con el Consejo Civil Mexicano para la Silvicultura Sostenible A.C.
  - 2011: En conjunto con Organizaciones de la Sociedad Civil, se realizaron acciones para apoyar los siguientes proyectos ambientales:
    - Conservación, manejo y restauración de los ecosistemas naturales de la cuenca media del Río Usumacinta
    - Educación Ambiental y Operación de la Casa del Agua en los Pantanos de Centla, en el Estado de Tabasco
    - Educación Ambiental y Restauración Forestal en Áreas Naturales Protegidas del Golfo de México, Subregión Planicie Costera
    - Capacitación para Cambio Climático, Restauración del Hábitat del Mangle para enfrentar Emergencias Climáticas en Municipios del Sur de Veracruz
    - Restauración Forestal en ejidos y comunidades de las áreas naturales protegidas del Cofre de Perote, Cañón de Río Blanco y Pico de Orizaba, Veracruz

## Controversias
- En aspecto político PEMEX no ha estado libre de escándalos, como el de 2002 donde se pidió el desafuero de líderes del Sindicato de Trabajadores Petroleros y se solicitó la aprehensión del exdirector de la empresa, al señalar graves irregularidades en la gestión de la paraestatal.[72]
- En el aspecto social el establecimiento de PEMEX en cualquier región produce un aumento en población de inmigrantes de otras partes lo que ocasiona a veces fricciones con los habitantes del lugar, así como aumento en la delincuencia (al no encontrar trabajo) y prostitución (para captar los ingresos de los trabajadores de PEMEX). También los lugares son blanco fácil de la delincuencia organizada, un ejemplo claro es el secuestro en 2007 de líderes sindicales en Ciudad del Carmen, Campeche, México.[73] De igual forma algunos políticos como la presidenta de la Comisión de Ecología y del Medio Ambiente del Congreso del Estado de Yucatán, Lucely Alpízar Carrillo, declaró que donde la paraestatal se ha establecido, inicia la proliferación del aumento de casos delictivos, el incremento del narcotráfico, prostitución, alcoholismo y riñas provocadas, debido a que los trabajadores que pasan "15 días en alta mar y bajan luego a tierra, sólo buscan divertirse y desahogar sus pasiones personales".[74]
- Si bien la Constitución Política de México prohíbe que las empresas tengan propiedad y control sobre las reservas petroleras probadas, se puede dar la apertura de mercado sin tener que privatizar a la ya castigada Paraestatal con un mecanismo parecido al de otras petroleras estatales como PDVSA que abrió al mercado venezolano del sector gasolinero a empresas extranjeras sin siquiera tocar o modificar cualquier parámetro de las leyes vigentes, aunado a que las empresas pueden importar sus propias gasolinas generando un mercado más competitivo para las empresas que laboren en el mismo teniendo mayor control de sus estaciones de servicio y una mayor variedad de productos para el consumidor final, aunque para ello usen instalaciones de distribución y almacenamiento del propio Pemex, lo que también está legalmente previsto desde 2013. Mientras que el monopolio estatal ha llevado a la riqueza a ciertos concesionarios del servicio que tampoco están exentos de las irregularidades para aumentar sus ganancias, a otros los deja casi en la ruina prefiriendo éstos cometer alteraciones en las bombas expendedoras y otras técnicas que merman el combustible al usuario final, mas no las ganancias del concesionario, por lo que si ocurre la apertura en el mercado de las gasolinas podría darse el caso de que Pemex tenga sus propias estaciones de servicio con mejor calidad de producto y una atención al cliente dispuesta de mejor manera que con el esquema actual. No obstante, a para el ciudadano promedio de México ver una gasolinera de una empresa extranjera sería símbolo de sacrilegio y traición a la patria de acuerdo a los cánones que se dieron para la nacionalización del petróleo que fueron tomados como símbolos patrios debido a su afirmación de soberanía frente a países extranjeros (Se recomendaría a los usuarios leer el artículo de PDVSA para entender estos 2 últimos puntos expuestos).
- Una Contradicción muy vista en este país es que se prohíbe a las empresas extranjeras explotar y poseer pozos petroleros pero se les permite suministrar aceites y lubricantes de otras marcas sin un control debido a la apertura del libre suministro de básicos nacionales e internacionales en 1984.
- En el aspecto ecológico, la operación y mantenimiento de las instalaciones tanto públicas como privadas o asociadas produce contaminación del medio ambiente, tal es el caso de la zona de Minatitlán, Veracruz, México. También cabe los derrames de combustible que han ocurrido en algunos lugares han ocasionado grandes daños al medio ambiente. Un caso de ello fue el derrame del pozo X-toc en la Sonda de Campeche.[74][75][76]
- Pese a que Pemex se presenta como una empresa socialmente responsable, que se ha adherido al Pacto Mundial de la ONU, en 2008, 2009 y 2010 intentó forzar la desaparición de la UNTyPP (Unión Nacional de Técnicos y Profesionistas Petroleros) por medio de actos violatorios de los derechos humanos, aunque sin éxito, gracias a la intervención de la Organización Internacional del Trabajo y del Poder Legislativo de México. Sin embargo, la empresa presionó a los miembros a renunciar a su organización, lo que es violatorio de la Constitución y convenios internacionales y no ha sido reparado .[77]
- Actualmente Pemex enfrenta una situación difícil para poder crear energía renovable por medio del etanol, esto debido a la incompetencia y deficiencia en el proceso de licitaciones para poder producir el Gasohol necesario para áreas densamente pobladas. Esto repercute al mexicano promedio quien quiere hacer más eficiente el consumo de los recursos, mas no puede hacerlo ya que la empresa aún no se avoca al combustible alternativo al nivel que ya lo hizo otra empresa pública, la brasileña Petrobras. Los mexicanos apoyan la idea pero las deficientes gestiones la han retrasado por lo cual han entorpecido el desarrollo de vehículos de combustible flexible de manera silenciosa, no obstante muchas empresas privadas están viendo este hueco de Pemex y ya están comenzando a aprovecharlo
- Independientemente de las acciones que en los recientes años han adoptado las 2 últimas administraciones del gobierno federal, la paraestatal ha sufrido una gran merma en su producción de combustibles, con pérdidas importantes de dinero, las cuales han sido dadas a conocer por el mismo corporativo.
- El actuar de la delincuencia organizada mediante el robo de diversos combustibles, tanto de ductos como de distintas instalaciones de Pemex, incluyendo las llamadas tomas clandestinas, así como la cooptación de sus empleados, son entre otros, la forma en que operan estas organizaciones. Estos impactan a la economía nacional.

### Caso Odebrecht
A partir de una investigación encabezada por el Departamento de Justicia de los Estados Unidos, fue hecho pública un presunto otorgamiento de sobornos a altos ejecutivos de Pemex por parte del Grupo Odebrecht. Según declaraciones asentadas bajo juramento en la Corte Federal de Nueva York por parte de funcionarios indiciados de la empresa brasileña, entre 2010 y 2014 la empresa habría pagado sobornos por más de US$10 millones de dólares a funcionarios mexicanos para asegurar que los contrataran para desarrollar obra pública.
Derivado del trabajo estadounidense, la Unidad de Responsabilidades de Pemex y la Secretaría de la Función Pública mexicana iniciaron una investigación en 2016 y el 25 de enero de 2017 levantaron una denuncia penal ante la fiscalía mexicana, PGR. En abril de 2017 Pemex hizo públicos los contratos con Odebrecht, pero de manera parcial, omitiendo datos de funcionarios firmantes, los documentos de dos asignaciones directas que se realizaron, y una ampliación de obras por más de 1 mil 200 millones de dólares.
Una petición ciudadana de 2017 sobre los contratos de Pemex con Odebrecht relacionados con la reconfiguración de la refinería de Tula, Hidalgo, habría sido negada desde la paraestatal con el argumento de una investigación en curso. El órgano de transparencia mexicano, el Instituto Nacional de Transparencia, Acceso a la Información y Protección de Datos Personales (INAI) habría ordenado, en respuesta, a Pemex la entrega de dichos datos, el 31 de mayo de 2017.
Para efectos en la vida pública y política nacional, la imagen de los funcionarios y del gobierno se ha visto demeritada y criticada de forma frecuente al saber que presuntamente se está encubriendo a los funcionarios involucrados, esto en comparativa a los casos de soborno de Odebrecht en otros países que tienen sistemas políticos aparentemente menos avanzados a México, como el caso de Perú donde los responsables si fueron a prisión.